# Zdeněk Pulec
Zdeněk Pulec (* 8. September 1936 in Prag; † 12. Juni 2010 ebenda) war ein tschechischer Posaunist, der sowohl im Bereich der Klassik wie auch des Jazz hervorgetreten ist.

## Leben und Wirken
Pulec stammt aus einer Musikerfamilie (sein Vater Josef Pulec gehörte bis 1936 zu Jaroslav Ježeks Orchester des Befreiten Theaters und trat während des Zweiten Weltkriegs mit dem Orchester von Rudolf Antonín Dvorský auf). Er lernte zunächst Geige und Klavier. Ab seinem elften Lebensjahr sang er vier Jahre lang im Kühn’schen Kinderensemble. Wenige Monate vor seinem Eintritt in das Staatliche Konservatorium Prag 1951 begann er Posaune zu spielen, die er dann dort bei Jaroslav Ušák und Miloslav Hejda erlernte. Bei Hejda setzte er zwischen 1956 und 1960 seine Studien an der Akademie der musischen Künste in Prag fort. Während seines Studiums spielte er in den führenden Tanzorchestern, etwa bei Zdeněk Barták, Václav Zelinka oder Karel Vlach. Ab 1955 spielte er im Kloca Swing Orchestra und 1958 trat er dem Orchester von Karel Krautgartner bei.
Pulec war von 1958 bis 2001 als erster Posaunist Mitglied des Sinfonieorchesters des Tschechoslowakischen Rundfunks bzw. (seit 1993) des Tschechischen Rundfunks. 1967/68 wirkte er als Soloposaunist an der Hamburger Staatsoper und Philharmonie unter Wolfgang Sawallisch, mit dem er auch in den USA auftrat. 1975/1976 gehörte er zum Orchester der Bayreuther Festspiele.
Pulec konzertierte außerdem als Solist und in Kammermusikensembles; so war er Mitglied der Prager Blechbläsersolisten und gründete 1978 sein eigenes Posaunenoktett. Er machte Aufnahmen für Plattenfirmen. Er förderte die zeitgenössische Musik und brachte als Interpret Werke von Josef Matěj, Emil Hlobil, Jiří Pauer, Lubor Bárta, Viktor Kalabis und anderen zur Uraufführung. Daneben spielte er immer wieder Jazz, etwa bei Pražský Dixieland (Prager Jazzfestival 1964), mit Karel Velebný und Jan Konopásek im SH Quintet, im Reduta Quintet und im Orchester von Václav Zahradník. Mit dem Jazz Sanatorium Praha wurde er zum Montreux Jazz Festival 1969 eingeladen. Auch wirkte er in mehreren Filmen mit.
Weiterhin unterrichtete Pulec Posaune am Staatlichen Konservatorium in Prag (1972–82); 1981/82 leitete er internationale Kurse in Neuhofen an der Krems. 1992 wurde er zum außerordentlichen Professor und 1997 zum Professor an der Musikfakultät der Akademie der musischen Künste in Prag ernannt.

## Diskografische Hinweise
- Koncerty pro žesťové nástroje (Supraphon 1976)
- Ohlédnutí (Panton 1979)
- Josef Matěj Concertos (Supraphon 1984, mit dem RSO Prag)
- Zdeněk Pulec / Pavel Vitoch & Comp.: V plechovém balení/Evergreens in Brass (Supraphon 1984)
- Trombone Recital (Supraphon 1985)

mit dem Pulec-oktet
- Starší páni hrají swing
- Nás osm a čas
- Největší hity Glenna Millera